# Heinrich Jenny-Fehr
Heinrich Jenny-Fehr, auch Heinrich Jenny (* 4. Juli 1884 in Basel; † 10. November 1962 in Glarus), war ein Schweizer Kaufmann und Bühnenautor in Mundart.

## Leben

### Familie
Heinrich Jenny-Fehr war der Sohn des Postangestellten Jakob Jenny.
Er heiratete 1909 Emilie, die Tochter von Johann Jakob Fehr.

### Werdegang
Nach einem Schulbesuch in Ennenda und Glarus hielt sich Heinrich Jenny-Fehr einige Zeit in der Westschweiz auf und erhielt anschliessend eine kaufmännische Ausbildung in Basel.
Er war anfangs als Angestellter für eine Textilfirma im Zürcher Oberland tätig und arbeitete später ebenfalls in einer Textilfirma in Winterthur und beim Spielwarengeschäft Franz Carl Weber in Zürich.
Von 1914 bis 1930 übernahm er die Führung des Gemischtwarengeschäfts seiner inzwischen verstorbenen Mutter in Ennenda und gründete 1919 die Glarner Lichtspiele AG, die 1920 erstmals eine Dividende auszahlte. 1922 übernahm er das 1919 eröffnete Lichtspiel-Theater Glarus; 1930 folgte die Eröffnung eines Kinos in Schwanden im Kanton Glarus.

### Künstlerisches Wirken
Während Heinrich Jenny-Fehr in Zürich berufstätig war, wirkte er bereits unter anderem auch an Aufführungen des Laientheaters mit.
Seit 1927 verfasste er, gemeinsam mit Kaspar Freuler, zahlreiche Schwänke in Mundart, die unter anderem im Stadttheater vom Dramatischen Verein Zürich veranstaltet wurde.

## Ehrungen und Auszeichnungen
Im Juli 1941 erhielt Heinrich Jenny-Fehr, gemeinsam mit Kaspar Freuler, den 2. Preis für das Stück Silberi Löffel von der Sektion für Heer und Haus der Generaladjutantur der Schweizer Armee.

## Mitgliedschaften
Heinrich Jenny-Fehr war seit 1934 Vorstandsmitglied des Schweizerischen Lichtspieltheaterverbands, das 1915 als Verband der Kinematographen-Interessenten der Schweiz gegründet worden war.

## Schriften (Auswahl)
- mit Kaspar Freuler: E gfreuti Abrächnig – Dialekt-Lustspiel in 3 Akten. Sauerländer, Aarau 1927.
- mit Kaspar Freuler: ’s Vereins-Chränzli – Dialekt-Lustspiel in 1 Akt. Sauerländer, Aarau 1929.
- mit Kaspar Freuler: Ä Stei ab em Herz – Dialekt-Lustspiel. Sauerländer, Aarau 1929.
- mit Kaspar Freuler: Detektiv Käsbohrer – Dialekt-Lustspiel in 3 Akten. Sauerländer, Aarau 1929.
- mit Kaspar Freuler: ’s gross Los – Dialekt-Lustspiel in 3 Aufzügen. Sauerländer, Aarau 1929.
- mit Kaspar Freuler: De Patient – Schwank in 1 Akt. Sauerländer, Aarau 1929.
- mit Kaspar Freuler: Der Kino-Balz – Dialekt-Lustspiel in 3 Akten. Sauerländer, Aarau 1930.
- mit Kaspar Freuler: Alarm! Ein Feuerwehrschwank in 1 Akt. Sauerländer, Aarau 1930.
- mit Kaspar Freuler: Der Anonym – Dialekt-Lustspiel in 3 Akten. Sauerländer, Aarau 1930.
- mit Kaspar Freuler: Boelleberger & Cie. – ein Staubsaugerdrama. Sauerländer, Aarau 1930.
- mit Kaspar Freuler: «Öppis Blonds» – Dialekt-Lustspiel in 1 Akt. Sauerländer, Aarau 1931.
- mit Kaspar Freuler: Aes Haar i d’r Suppe – Dialekt-Lustspiel in drei Akt. Sauerländer, Aarau 1931.
- mit Kaspar Freuler: D’s Fludium.  Sauerländer, Aarau 1932.
- mit Kaspar Freuler: Alls we am Schnüerli. Sauerländer, Aarau 1933.
- mit Kaspar Freuler: Der Kampf mit dem Drachen – Komödie in 1 Akt. Sauerländer, Aarau 1933.
- mit Kaspar Freuler: Ä Strich dur d’Rächnig – Lustspiel in drei Akten. Sauerländer, Aarau 1934.
- mit Kaspar Freuler: Das nüü Passiv-Mitglied – Schwank in 1 Akt. Sauerländer, Aarau 1934.
- mit Kaspar Freuler: D’r Schützekönig. Sauerländer, Aarau 1935.
- mit Kaspar Freuler: Ä gstöörti Visite. Sauerländer, Aarau 1935.
- mit Kaspar Freuler: Der weise Salamon – Lustspiel in 1 Akt. Sauerländer, Aarau 1935.
- mit Kaspar Freuler; Roderich Benedix: D’s Ueberbei – Dialekt-Lustspiel in 4 Akten. Sauerländer, Aarau 1936.
- mit Kaspar Freuler: Die «Weisse Dame» – Dialektkomödie in zwei Akten. Sauerländer, Aarau 1936.
- mit Kaspar Freuler: Alls wäg’ eme Chäsmöckli – Dialekt-Komödie in 1 Akt. Sauerländer, Aarau 1936.
- Der «uschuldig» Huet. Sauerländer, Aarau 1937.
- mit Caspar Freuler: Stärnestand und Kaffisatz. Sauerländer, Aarau 1937.
- mit Kaspar Freuler: Hopla! – alles inbegriffen – Ein fröhliches Stück in 2 Akten. Sauerländer, Aarau 1937.
- mit Kaspar Freuler: Das schwarz Mäuderli – Schweizer Dialekt-Komödie in 3 Akten. Sauerländer, Aarau 1937.
- mit Kaspar Freuler: Ä heikle Fall – Dialekt-Komödie in 1 Akt. Sauerländer, Aarau 1938.
- mit Kaspar Freuler: Äm Blasius si Himmelfahrt – Dialekt-Komödie in 3 Akten. Sauerländer, Aarau 1938.
- mit Kaspar Freuler: Die Sach mit em Chnopf – Dialekt-Schwank in 1 Akt. Sauerländer, Aarau 1939.
- mit Kaspar Freuler: Rösli und Vergissmeinnicht – Dialektspiel in zwei Akten. Sauerländer, Aarau 1940.
- mit Kaspar Freuler: Der Schützenkönig – Schwank in 3 Akten. Volkskunst-Verlagsgesellschaft, Wien 1940.
- mit Kaspar Freuler: D’Frau isch chrank – Schwank in einem Akt.Sauerländer, Aarau 1940.
- mit Kaspar Freuler: Dr Uhu – Einakter. Sauerländer, Aarau 1940.
- mit Kaspar Freuler: Silberi Löffel – Dialekt-Schwank in 2 Akten. Sauerländer, Aarau 1941.
- mit Kaspar Freuler: Alls we im Traumbuech – Schwank in 1 Akt. Sauerländer, Aarau 1941.
- Die lätz Frau Müller. Sauerländer, Aarau 1941.
- Caspar Freuler; Heinrich Jenny-Fehr: Ae billige Jux. Sauerländer, Aarau 1942.
- mit Kaspar Freuler: Gottlob am Schatte oder Der Postillon vu Kyburg – Dialekt-Lustspiel i 4 Akte us de guete, alte Zyt. Sauerländer, Aarau 1942.
- mit Kaspar Freuler: Schu wieder ä Huet! Dialekt-Komödie in 1 Akt. Sauerländer, Aarau 1945.
- Caspar Freuler; Heinrich Jenny-Fehr: Drüümal uschuldig. Sauerländer, Aarau 1945.
- mit Kaspar Freuler: Bombardelli contra Sprüngli – Gerichtskomödie in einem Akt. Sauerländer, Aarau 1946.
- mit Kaspar Freuler: Fleischchügeli – Dialekt-Komödie in 2 Akten. Sauerländer, Aarau 1946.
- mit Kaspar Freuler: Lappi tue d’Ague uf! Sauerländer, Aarau 1947.
- mit Kaspar Freuler: Nobel und Kän Rand am Huet! Schwank in 1 Akt. Sauerländer, Aarau 1948.
- mit Kaspar Freuler: Ä Stei ab em Herz – Dialekt-Lustspiel. Sauerländer, Aarau 1950.
- mit Kaspar Freuler: Der Toggter us Calkutta – Dialektschwank in 1 Akt. Sauerländer, Aarau 1950.
- mit Kaspar Freuler: Pfadi Zwirbel Soweso – ein kleines Lustspiel aus dem Pfadileben. Sauerländer, Aarau 1950.
- mit Kaspar Freuler: D’s Vetter Heiris Testament – Schwank in 1 Akt. Sauerländer, Aarau 1952.
- mit Kaspar Freuler: Der stumm Gottlieb. Sauerländer, Aarau 1952.
- mit Kaspar Freuler: Zwi Flüüge uf ei Tätsch –  Lustspiel in drei Akten. Sauerländer, Aarau 1952.
- mit Kaspar Freuler: Ds Vetter Heiris Testament – Schwank in einem Akt. Sauerländer, Aarau 1955.
- mit Kaspar Freuler: Alls wäg’eme Chäsmöckli – Dialekt-Komödie in einem Akt. Sauerländer, Aarau 1955.
- mit Kaspar Freuler: Billig Feriä – Schwank in drei Akten. Sauerländer, Aarau 1958.
- mit Kaspar Freuler: D’s Fludium – Ein Waschpulverdrama in einem Akt. Sauerländer, Aarau 1958.
- mit Kaspar Freuler: Diät isch Trumpf! Schwank in 1 Akt. Sauerländer, Aarau 1960.